# Un de trop (Prison Break)
Un de trop est le 11e épisode du feuilleton télévisé Prison Break. 

## Résumé
L’épouse de Scofield, Nika Volek, lui rend visite, à la surprise général. Elle lui apporte en secret une carte de crédit, qui est en fait une carte magnétique camouflée. Scofield se faufile jusqu’aux casiers des effets personnels, où il récupère ce qu’il avait avec lui lors de l’arrestation, dont de l’équipement électronique. Mais sa montre est manquante et il en a besoin pour son plan. Il engage un prisonnier, surnommé l’Acrobate, pour la reprendre au gardien qui l’a volée, en échange de sa possible intégration à l’équipe de travail pénitentiaire. Westmoreland, ayant soudain besoin de s’évader pour voir sa fille mourante, avoue à Scofield qu’il est DB Cooper, le prouve et demande à faire partie de l’évasion en échange d’une partie de son magot. Avec ce nouveau venu, le nombre de détenus décidés à se faire la belle passe à sept (Scofield, Burrows, Sucre, Abruzzi, T-Bag, C-Note et Westmoreland. Quinn, un agent secret du Cartel, a trouvé la cabane et prend le contrôle de la situation. Il blesse grièvement Nick et ligote Veronica et LJ. Il veut savoir ce qu’ils ont découvert pendant leur enquête. Sara est jalouse en découvrant que Michael est marié et prend ses distances avec lui en lui annonçant que leur relation sera désormais purement professionnelle. Bellick enquête quant à lui sur la femme de Scofield. L’évasion est alors prévue dans quatre jours.

## Informations complémentaires

### Chronologie
- Cet épisode se déroule les 3, 4, 5 et 6 mai.

### Erreurs
- Quand LJ pousse l'agent du FBI dans le puits, celui-ci passe à travers une planche en bois avant de se retrouver au fond du puits. Puis, quand l'agent Kellerman découvre son collègue (et envisage de l'ensevelir) il recouvre le puits avec cette même planche de bois qui avait été totalement détruite.

- L'agent Quinn au fond du puits sort son téléphone portable pour appeler ses coéquipiers alors que juste après sa chute on voit bien que son téléphone est à ses côtés.

### Divers
- Michael obtient enfin ce qu'il voulait après plus de 3 semaines, à savoir l'aide de Westmoreland (à savoir le 7e homme) pour s'évader, car il a besoin de son argent pour pouvoir disparaître. Mais paradoxalement, Michael se rend compte qu'ils sont trop nombreux pour pouvoir s'évader dans les temps.